# パッションダンス
パッションダンス（欧字名:Passion Dance、2008年4月9日 - ）は、日本の競走馬。主な勝ち鞍に2013年と2016年の新潟大賞典、2015年の新潟記念。
馬名の由来は、「情熱のダンス」。

## 経歴
2008年4月9日、北海道安平町のノーザンファームで生産。2008年のセレクトセール、サラブレッド当歳部門に上場され、金子真人ホールディングス（株）によって9450万円で落札。ノーザンファーム早来牧場にて育成調教が施され、栗東トレーニングセンターの友道康夫厩舎に預けられる。

### 条件戦
2011年2月26日、阪神競馬場の新馬戦でウンベルト・リスポリを鞍上に据えてデビュー勝ちを果たす。その後、京都新聞杯（GII）で6着になった後、右脚のトモに骨折、さらに爪の不安もあり1年以上休養を余儀なくされた。復帰後、条件戦で3連勝を記録して2012年、4歳の冬でサンタクロースハンデキャップ（1600万下）を勝利、オープンクラスへの昇格を達成した。

### 重賞挑戦
昇格後初参戦の小倉大賞典（2013年2月17日、GIII）では単勝1番人気に支持されたものの、5着敗退。中日新聞杯（GIII）で4着となった後、臨んだ新潟大賞典（GIII）にて最後の直線2番手の好位から抜け出し、追い上げてきたアドマイヤタイシをハナ差で凌いで勝利、通算5勝目、4度目の挑戦で重賞初制覇を達成した。続いて単勝1番人気の身で鳴尾記念（GIII）に出走したが6着敗退し、放牧。しかしアクシデントに見舞われ1年半出走することができなかった。
6歳の冬、2014年12月6日の金鯱賞（GII）で復帰、以降コンスタントに出走するが、上位に食い込むことはなかった。復帰後7戦目、新潟記念（2015年9月6日、GIII）にミルコ・デムーロとともに出走。最後の直線では3番手から、早めに抜け出していた柴田大知騎乗のマイネルミラノを外から追い、ゴール板に鼻面をそろえて通過。写真判定の結果、アタマ差先着し勝利し重賞2勝目を挙げた。その後、間を空け金鯱賞（GII）に出走するが7着に敗れた。

#### ダート連戦
8歳となった2016年、路線変更しダートグレード競走JpnIの川崎記念に出走するが、優勝したホッコータルマエに6.8秒差をつけられた大差で敗れ、ダートで連戦し続いてGIフェブラリーステークスに三浦皇成を鞍上に参戦するが、優勝したモーニンから6.9秒差、15着コーリンベリー（松山弘平騎乗）にも大差をつけられた最下位に敗れた。

### 芝復帰、故障により引退
フェブラリーステークス出走から間隔を設けて、5月8日の新潟大賞典（GIII）に出走。単勝10番人気の評価を受け、津村明秀を鞍上に迎えた。最後の直線3番手の好位から、残り200メートルあたりで、前を行くメイショウナルト、マイネルミラノをかわし先頭に立ち、そのまま後方を突き放し勝利、重賞3勝目、2013年以来の3年ぶり2度目の新潟大賞典勝利を果たした。続いて6月4日の鳴尾記念（GIII）で4着に敗退。その後、新潟記念の連覇を目指して調整されていた。しかし放牧先で後肢骨折を発症し、ボルトを3本入れる手術を受けて早来町のノーザンファームで療養。およそ1年間出走することはなかった。
骨折から復帰することなく、2017年5月17日付けで競走馬登録を抹消し引退。北海道苫小牧市のノーザンホースパークにて乗馬となる予定であった。しかし、牧場側と馬主の配慮から現在、ホーストラスト北海道で余生を過ごしている。

## 競走成績
以下の内容は、netkeiba.comの情報に基づく。
| 競走日     | 競馬場 | 競走名          | 格       | 距離（馬場）  | 頭 数 | 枠 番 | 馬 番 | オッズ （人気） | 着順 | タイム （上がり3F） | 着差 | 騎手            | 斤量 [kg] | 1着馬（2着馬）       | 馬体重 [kg] |
| ---------- | ------ | --------------- | -------- | ------------- | ----- | ----- | ----- | --------------- | ---- | ------------------- | ---- | --------------- | --------- | -------------------- | ----------- |
| 2011.02.26 | 阪神   | 3歳新馬         |          | 芝2000m（良） | 16    | 3     | 6     | 002.70（1人）   | 01着 | R2:04.3（35.1）     | -0.2 | 0U.リスポリ     | 56        | （マーベラスバロン） | 488         |
| 0000.05.07 | 京都   | 京都新聞杯      | GII      | 芝2200m（良） | 15    | 5     | 9     | 018.70（6人）   | 06着 | R2:13.7（33.8）     | -0.2 | 0福永祐一       | 56        | クレスコグランド     | 484         |
| 2012.06.30 | 中京   | 3歳上500万下    |          | 芝2200m（良） | 15    | 2     | 2     | 006.60（4人）   | 05着 | R2:11.6（34.7）     | -0.1 | 0小牧太         | 57        | ラニカイツヨシ       | 510         |
| 0000.07.29 | 新潟   | 3歳上500万下    |          | 芝2400m（良） | 18    | 2     | 4     | 001.90（1人）   | 01着 | R2:26.2（35.2）     | -0.4 | 0内田博幸       | 57        | （エイダイポイント） | 514         |
| 0000.12.01 | 阪神   | 再度山特別      | 1000万下 | 芝2000m（良） | 12    | 6     | 7     | 002.30（1人）   | 01着 | R2:00.0（35.8）     | -0.2 | 0C.ウィリアムズ | 56        | （コンカラン）       | 510         |
| 0000.12.23 | 阪神   | サンタクロースH | 1600万下 | 芝2000m（良） | 14    | 5     | 7     | 003.10（1人）   | 01着 | R2:02.8（35.5）     | -0.0 | 0川田将雅       | 56        | （ミルドリーム）     | 510         |
| 2013.02.17 | 小倉   | 小倉大賞典      | GIII     | 芝1800m（良） | 16    | 1     | 1     | 003.50（1人）   | 05着 | R1:46.7（35.2）     | -0.3 | 0川田将雅       | 55        | ヒットザターゲット   | 512         |
| 0000.03.09 | 中京   | 中日新聞杯      | GIII     | 芝2000m（良） | 18    | 2     | 3     | 008.20（4人）   | 04着 | R2:00.0（35.5）     | -0.4 | 0川田将雅       | 55        | サトノアポロ         | 512         |
| 0000.05.05 | 新潟   | 新潟大賞典      | GIII     | 芝2000m（良） | 16    | 6     | 11    | 012.20（6人）   | 01着 | R1:56.9（34.3）     | -0.0 | 0藤岡康太       | 55        | （アドマイヤタイシ） | 506         |
| 0000.06.01 | 阪神   | 鳴尾記念        | GIII     | 芝2000m（良） | 16    | 7     | 14    | 003.50（1人）   | 06着 | R1:59.2（34.9）     | -0.3 | 0C.ウィリアムズ | 56        | トウケイヘイロー     | 508         |
| 2014.12.06 | 中京   | 金鯱賞          | GII      | 芝2000m（良） | 17    | 8     | 15    | 145.3（17人）   | 14着 | R2:00.9（37.2）     | -2.1 | 0内田博幸       | 56        | ラストインパクト     | 518         |
| 2015.01.04 | 中山   | 中山金杯        | GIII     | 芝2000m（良） | 17    | 8     | 17    | 094.4（15人）   | 04着 | R1:58.3（34.7）     | -0.5 | 0内田博幸       | 56        | ラブリーデイ         | 514         |
| 0000.01.25 | 中山   | AJCC            | GII      | 芝2200m（良） | 17    | 2     | 4     | 024.70（6人）   | 08着 | R2:14.1（34.3）     | -0.5 | 0戸崎圭太       | 56        | クリールカイザー     | 518         |
| 0000.03.14 | 中京   | 中日新聞杯      | GIII     | 芝2000m（良） | 18    | 4     | 7     | 016.90（7人）   | 04着 | R2:01.7（36.2）     | -0.5 | 0松田大作       | 56        | ディサイファ         | 516         |
| 0000.05.10 | 新潟   | 新潟大賞典      | GIII     | 芝2000m（良） | 16    | 6     | 11    | 008.70（4人）   | 07着 | R2:00.0（33.7）     | -0.4 | 0丸山元気       | 56        | ダコール             | 518         |
| 0000.08.09 | 小倉   | 小倉記念        | GIII     | 芝2000m（良） | 17    | 1     | 1     | 007.30（4人）   | 06着 | R1:58.4（36.2）     | -0.4 | 0藤岡佑介       | 56        | アズマシャトル       | 510         |
| 0000.09.06 | 新潟   | 新潟記念        | GIII     | 芝2000m（稍） | 18    | 2     | 3     | 009.10（6人）   | 01着 | R1:58.2（34.3）     | -0.0 | 0M.デムーロ     | 56        | （マイネルミラノ）   | 512         |
| 0000.12.05 | 中京   | 金鯱賞          | GII      | 芝2000m（良） | 12    | 7     | 9     | 013.00（7人）   | 07着 | R1:59.2（35.1）     | -0.4 | 0M.デムーロ     | 56        | ミトラ               | 522         |
| 2016.01.27 | 川崎   | 川崎記念        | JpnI     | ダ2100m（良） | 13    | 8     | 13    | 020.40（6人）   | 10着 | R2:20.9（44.4）     | -6.8 | 0M.デムーロ     | 57        | ホッコータルマエ     | 518         |
| 0000.02.21 | 東京   | フェブラリーS   | GI       | ダ1600m（重） | 16    | 1     | 1     | 144.8（14人）   | 16着 | R1:40.9（41.1）     | -6.9 | 0三浦皇成       | 57        | モーニン             | 518         |
| 0000.05.08 | 新潟   | 新潟大賞典      | GIII     | 芝2000m（良） | 16    | 5     | 9     | 019.4（10人）   | 01着 | R1:57.8（34.5）     | -0.3 | 0津村明秀       | 57        | （フルーキー）       | 518         |
| 0000.06.04 | 阪神   | 鳴尾記念        | GIII     | 芝2000m（良） | 14    | 5     | 7     | 006.30（4人）   | 04着 | 01:57.8（35.1）     | -0.2 | 0M.デムーロ     | 56        | サトノノブレス       | 516         |

### 新潟競馬場での出走
以下の内容は、netkeiba.comの情報に基づく。
| 競走日     | 競馬場 | 競走名         | 格   | 距離（馬場）  | オッズ （人気） | 着順 | タイム （上がり3F） | 騎手       | 斤量[kg] | 1着馬（2着馬）       |
| ---------- | ------ | -------------- | ---- | ------------- | --------------- | ---- | ------------------- | ---------- | -------- | -------------------- |
| 2012.07.29 | 新潟   | 3歳以上500万下 |      | 芝2400m（良） | 01.90（1人）    | 01着 | 02:26.2（35.2）     | 内田博幸   | 57       | （エイダイポイント） |
| 2013.05.05 | 新潟   | 新潟大賞典     | GIII | 芝2000m（良） | 012.20（6人）   | 01着 | 01:56.9（34.3）     | 藤岡康太   | 55       | （アドマイヤタイシ） |
| 2015.05.10 | 新潟   | 新潟大賞典     | GIII | 芝2000m（良） | 08.70（4人）    | 07着 | 02:00.0（33.7）     | 丸山元気   | 56       | ダコール             |
| 0000.09.06 | 新潟   | 新潟記念       | GIII | 芝2000m（稍） | 09.10（6人）    | 01着 | 01:58.2（34.3）     | M.デムーロ | 56       | （マイネルミラノ）   |
| 2016.05.08 | 新潟   | 新潟大賞典     | GIII | 芝2000m（良） | 019.4（10人）   | 01着 | 01:57.8（34.5）     | 津村明秀   | 57       | （フルーキー）       |

新潟競馬場では5回出走し、全7勝の内の4勝を挙げた。
新潟大賞典2回、新潟記念を制覇し、新潟競馬場の重賞3勝を記録。これは1981年、1982年のアラブ王冠と1983年のセイユウ記念を制したダイドルマン。1996年の新潟大賞典、福島記念（新潟競馬場での代替開催）と1997年の新潟大賞典を制したマイヨジョンヌと並んだ史上最多タイの記録である。

## 血統表
| パッションダンスの血統          | パッションダンスの血統                                 | パッションダンスの血統                           | （血統表の出典）                                 | （血統表の出典） |
| 父系                            | サンデーサイレンス系                                   | サンデーサイレンス系                             | サンデーサイレンス系                             | [ § 2 ]          |
| 父 ディープインパクト 2002 鹿毛 | 父の父*サンデーサイレンス Sunday Silence 1986 青鹿毛   | Halo                                             | Hail to Reason                                   | Hail to Reason   |
| 父 ディープインパクト 2002 鹿毛 | 父の父*サンデーサイレンス Sunday Silence 1986 青鹿毛   | Halo                                             | Cosmah                                           |                  |
| 父 ディープインパクト 2002 鹿毛 | 父の父*サンデーサイレンス Sunday Silence 1986 青鹿毛   | Wishing Well                                     | Understanding                                    | Understanding    |
| 父 ディープインパクト 2002 鹿毛 | 父の父*サンデーサイレンス Sunday Silence 1986 青鹿毛   | Wishing Well                                     | Mountain Flower                                  |                  |
| 父 ディープインパクト 2002 鹿毛 | 父の母*ウインドインハーヘア Wind in Her Hair 1991 鹿毛 | Alzao                                            | Lyphard                                          | Lyphard          |
| 父 ディープインパクト 2002 鹿毛 | 父の母*ウインドインハーヘア Wind in Her Hair 1991 鹿毛 | Alzao                                            | Lady Rebecca                                     |                  |
| 父 ディープインパクト 2002 鹿毛 | 父の母*ウインドインハーヘア Wind in Her Hair 1991 鹿毛 | Burghclere                                       | Busted                                           | Busted           |
| 父 ディープインパクト 2002 鹿毛 | 父の母*ウインドインハーヘア Wind in Her Hair 1991 鹿毛 | Burghclere                                       | Highclere                                        |                  |
| 母 キッスパシオン 1993 栗毛     | 母の父*ジェイドロバリー 1987 黒鹿毛                    | Mr. Prospector                                   | Raise a Native                                   | Raise a Native   |
| 母 キッスパシオン 1993 栗毛     | 母の父*ジェイドロバリー 1987 黒鹿毛                    | Mr. Prospector                                   | Gold Digger                                      |                  |
| 母 キッスパシオン 1993 栗毛     | 母の父*ジェイドロバリー 1987 黒鹿毛                    | Number                                           | Nijinsky II                                      | Nijinsky II      |
| 母 キッスパシオン 1993 栗毛     | 母の父*ジェイドロバリー 1987 黒鹿毛                    | Number                                           | Special                                          |                  |
| 母 キッスパシオン 1993 栗毛     | 母の母*レッツキス 1982 黒鹿毛                          | Lyphard                                          | Northern Dancer                                  | Northern Dancer  |
| 母 キッスパシオン 1993 栗毛     | 母の母*レッツキス 1982 黒鹿毛                          | Lyphard                                          | Goofed                                           |                  |
| 母 キッスパシオン 1993 栗毛     | 母の母*レッツキス 1982 黒鹿毛                          | Limoya                                           | Riva Ridge                                       | Riva Ridge       |
| 母 キッスパシオン 1993 栗毛     | 母の母*レッツキス 1982 黒鹿毛                          | Limoya                                           | Peronelle                                        |                  |
| 母系(F-No.)                     | (FN:20-a)                                              | (FN:20-a)                                        | (FN:20-a)                                        | [ § 3 ]          |
| 5代内の近親交配                 | Lyphard 4×3=18.75%, Northern Dancer 5×5･4=12.50%       | Lyphard 4×3=18.75%, Northern Dancer 5×5･4=12.50% | Lyphard 4×3=18.75%, Northern Dancer 5×5･4=12.50% | [ § 4 ]          |
| 出典                            | 1. 2. 3. 4.                                            | 1. 2. 3. 4.                                      | 1. 2. 3. 4.                                      | 1. 2. 3. 4.      |

- 半姉に2006年ローズステークスなど重賞4勝のアドマイヤキッス（父サンデーサイレンス）がいる。
- 従兄弟に2009年東京スプリント勝ち馬のゼンノパルテノンがいる。